# Tirnáva
Tirnáva románul: Târnava, falu Romániában, Erdélyben, Hunyad megyében.

## Fekvése
Branyicskától északra fekvő település.

## Története
Tirnáva, Tarnóca nevét 1484-ben említette először oklevél p. Felsew Tharnocza néven. Nevének későbbi változatai: 1485-ben Felsewtharnocza, FelsewTharnocza, 1485-ben  Felsewtharnocza, 1733-ban Tirnava, 1750-ben Ternava, 1808-ban Tirnáva, 1888-ban és 1913-ban Tirnava.
1518-ban p. Tharnava néven a Barancskaiak birtoka volt.
A trianoni békeszerződés előtt Hunyad vármegye Marosillyei járásához tartozott.

## Források

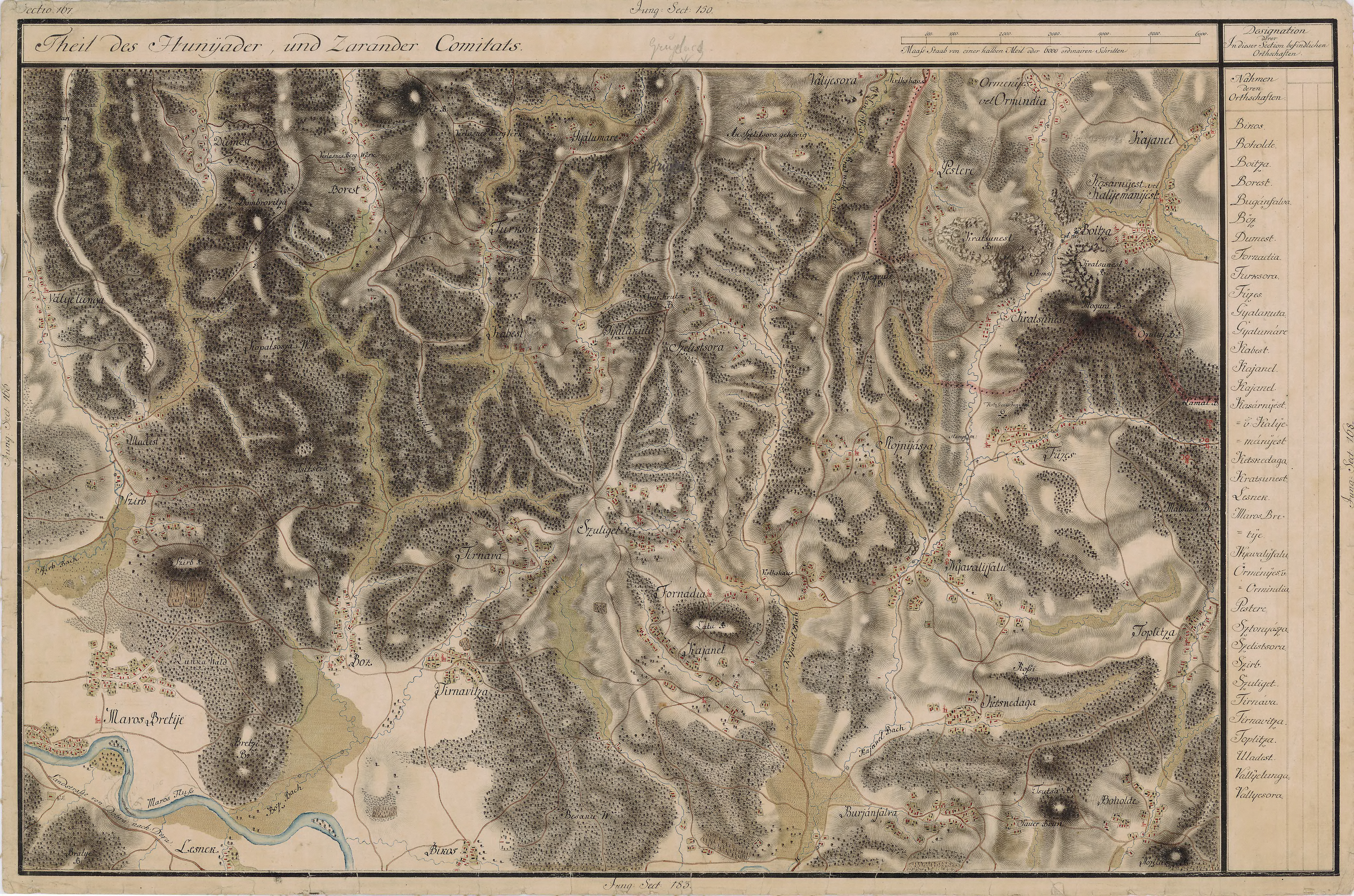
Tirnava(Tarnóca) egy régi térképen

## Nevezetesség
- Szent Miklós ortodox fatemplom[1]